# Simona Aebersoldová
Simona Aebersoldová (* 13. dubna 1998 Bern, Švýcarsko) je švýcarská reprezentantka v orientačním běhu. Je devítinásobnou juniorskou mistryní světa z let 2015 - 2018. Má více než 30 titulů mistryně Švýcarska v různých disciplínách. Na mistrovství Evropy v roce 2018 získala svoji první seniorskou medaili - bronz na krátké trati. V současnosti běhá za finský klub Tampereen Pyrintö a za švýcarský OL Biel Seeland.